# Mănăstirea Eberbach
Mănăstirea Eberbach este un monument istoric și de arhitectură, fostă mănăstire cisterciană, aflată lângă Eltville am Rhein în Rheingau, landul Hessa, Germania.
În clădirea fostei mănăstiri au fost filmate secvențe din filmul Numele trandafirului, după romanul omonim scris de Umberto Eco.

## Istoric

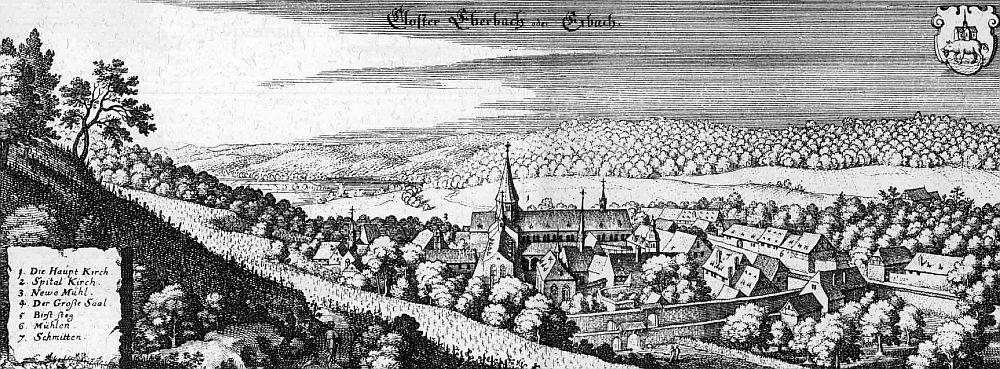
Mănăstirea Eberbach, gravură de Matthäus Merian, 1646.

Mănăstirea a fost înființată de Bernard de Clairvaux, care a trimis de la Clairvaux la Eberbach pe abatele Ruthard însoțit de 12 călugări. În data de 13 februarie 1136 a luat astfel ființă Mănăstirea Eberbach ca filie a Mănăstirii Clairvaux. Marea majoritate a mănăstirilor cisterciene din Germania au fost înființate ca filii ale Mănăstirii Morimond, cu excepția mănăstirilor Himmerod (1134) și Eberbach (1136), înființate direct de la Clairvaux.
Mănăstirea a fost jefuită de trupele suedeze în anul 1631, în contextul Războiului de Treizeci de Ani. Regele Gustav Adolf a secularizat mănăstirea, pe care a transformat-o în reședința cancelarului său Axel Oxenstierna.
În 1635, după retragerea trupelor suedeze, călugării cistercieni au revenit în mănăstire, aflată în stare deplorabilă.
Mănăstirea a fost secularizată din nou în anul 1801. Prin Pacea de la Lunéville posesiunile mănăstirii au fost acordate Principatului de Nassau-Usingen ca despăgubire pentru teritoriile de dincolo de Rin anexate de Franța.
Mănăstirea a fost desființată în data de 18 septembrie 1803 printr-un decret al principelui Friedrich August de Nassau-Usingen⁠(en)[traduceți], iar ultimii 22 de călugări au fost somați să evacueze mănăstirea până în data de 27 noiembrie 1803, ceea ce s-a și întâmplat. Starețul Leonhard Müller⁠(de)[traduceți] s-a retras în localitatea sa natală, Rüdesheim, unde a murit în anul 1818.

## În prezent
Clădirea este folosită ca loc pentru concerte din cadrul „Festivalului Muzical Rheingau” ca loc pentru diferite prelegeri sau cursuri diferite de reciclare.